# Górka (powiat obornicki)
Górka – wieś sołecka w Polsce położona w województwie wielkopolskim, w powiecie obornickim, w gminie Oborniki.

## Historia
Wieś związana była pierwotnie z Wielkopolską. Ma metrykę średniowieczną i istnieje co najmniej od drugiej połowy XIV wieku. Wymieniona została w łacińskim dokumencie z 1388 jako " Gorka, Gora".
Miejscowość była wsią szlachecką należącą początkowo należącą do lokalnej szlachty wielkopolskiej z rodu Gorzeckich, a później Górków, którzy od nazwy przyjęli odmiejscowe nazwisko, a później także do Kiszewskich. W 1508 leżała w powiecie poznańskim Korony Królestwa Polskiego w parafii Objezierze.
W latach 1388-1406 jako właściciel we wsi odnotowany został Bodzęta Gorzecki z Górki. W latach 1402-1406 był notowany pod innym odmiejscowym nazwiskiem jako Bodzęta Jardanowski z Jardanowic, które obecnie nazywają się Wiardunki. W latach 1388-1392 notowany w zapisach sądowych w sporach z Piotrkiem Połajewskim i jego synem Janem, m.in. o szkodę materialną. Został on odnotowany także w kilku innych procesach z róznymi osobami.
W latach 1415-1420 właścicielem we wsi był wicesędzia poznański Bogusz z Górki. W latach 1415-1420 prowadził on spór z komandorem zakonu joannitów z klasztoru św. Jana. W 1418 Bogusz prowadził spór sądowy z Mikołajem Gądkowskim o 50 grzywien poręki, które Mikołaj poręczył w sprawie planowanej zamiany wsi Górka na Drożyn (obecnie Drużyń). W 1420 Mikołaj Gądkowski toczył spór z Boguszem przedstawiając świadków, którzy zeznali, że Bogusz pozywał Gądkowskiego, za to że w umówionym czasie nie uzyskał pisma od komandora w sprawie wspomnianej zamiany wsi w wyniku czego powinien zapłacić Boguszowi 50 grzywien. W 1417 Bogusz z Górki pozwany został przez Stanisława kmiecia z Objezierza za to, że zabił jego brata. W 1419 zapisał on wikariuszom katedry poznańskiej czynsz od sumy 12 grzywien zapisany na Górce. W 1419 Bogusz z Górki, który przyjął nazwisko Koszucki zapisał altarii Trzech Króli w kościele parafialnym w Ostrorogu czynsz w wysokości dwóch grzywien od sumy 20 grzywien ze swojej wsi Górka.
W 1436 kanclerz katedry poznańskiej Mikołaj Górka zapisał altarii św. Tomasza, Szczepana i Jadwigi w kaplicy św. Leonarda w katedrze poznańskiej 7 grzywien czynszu, z którego 3 grzywny zapisał na wsi Górka koło Objezierza. Darowiznę stryja zatwierdzili bratankowie Mikołaja: Wyszota prepozyt katedry poznańskiej i Łukasz Górkowie.
Miejscowość odnotowano również w historycznych rejestrach poborowych dzięki czemu zachował się obraz gospodarczy miejscowości z XVI wieku. W 1508 miejscowość zapłaciła wiardunki wojenne od 4 łanów oraz karczmy. W 1510 miał miejsce we wsi pobór z 8 łanów. W 1563 zapłacono podatki od 11 łanów oraz od karczmy. W 1577 podatki ze wsi zapłaciła Kiszewska wdowa po Adamie.
Wieś szlachecka Gorka położona była w 1580 roku w powiecie poznańskim województwa poznańskiego w Rzeczypospolitej Obojga Narodów. Wskutek II rozbioru Polski w 1793, miejscowość przeszła pod władanie Prus i jak cała Wielkopolska znalazła się w zaborze pruskim.
W latach 1975–1998 miejscowość należała administracyjnie do województwa poznańskiego.